# Église de la Sainte-Face de Turin
L'église de la Sainte-Face de Turin (en italien : chiesa del Santo Volto di Torino) est l'édifice religieux le plus récent de la ville de Turin, dans le Piémont en Italie.
Elle a été édifiée dans des friches industrielles requalifiées entre 2004 et 2006 selon les plans de l'architecte tessinois Mario Botta. Elle est ouverte depuis le 8 décembre 2006.

## Description
L'intérieur lumineux de l'église du Santo Volto a sept puits de lumière d’une hauteur de 35 mètres ; trois chapelles sont assemblées symétriquement sur chaque côté.
Derrière l'autel on peut voir une représentation des traces qu'aurait laissées le visage du Christ sur le Saint Suaire, figurée par une mosaïque obtenue en utilisant la technique des petites briques disposées en relief (par un  effet de  « pixellisation »).
Une cheminée industrielle fait office de clocher. L'église a une capacité de mille places environ.

## Galerie de photos

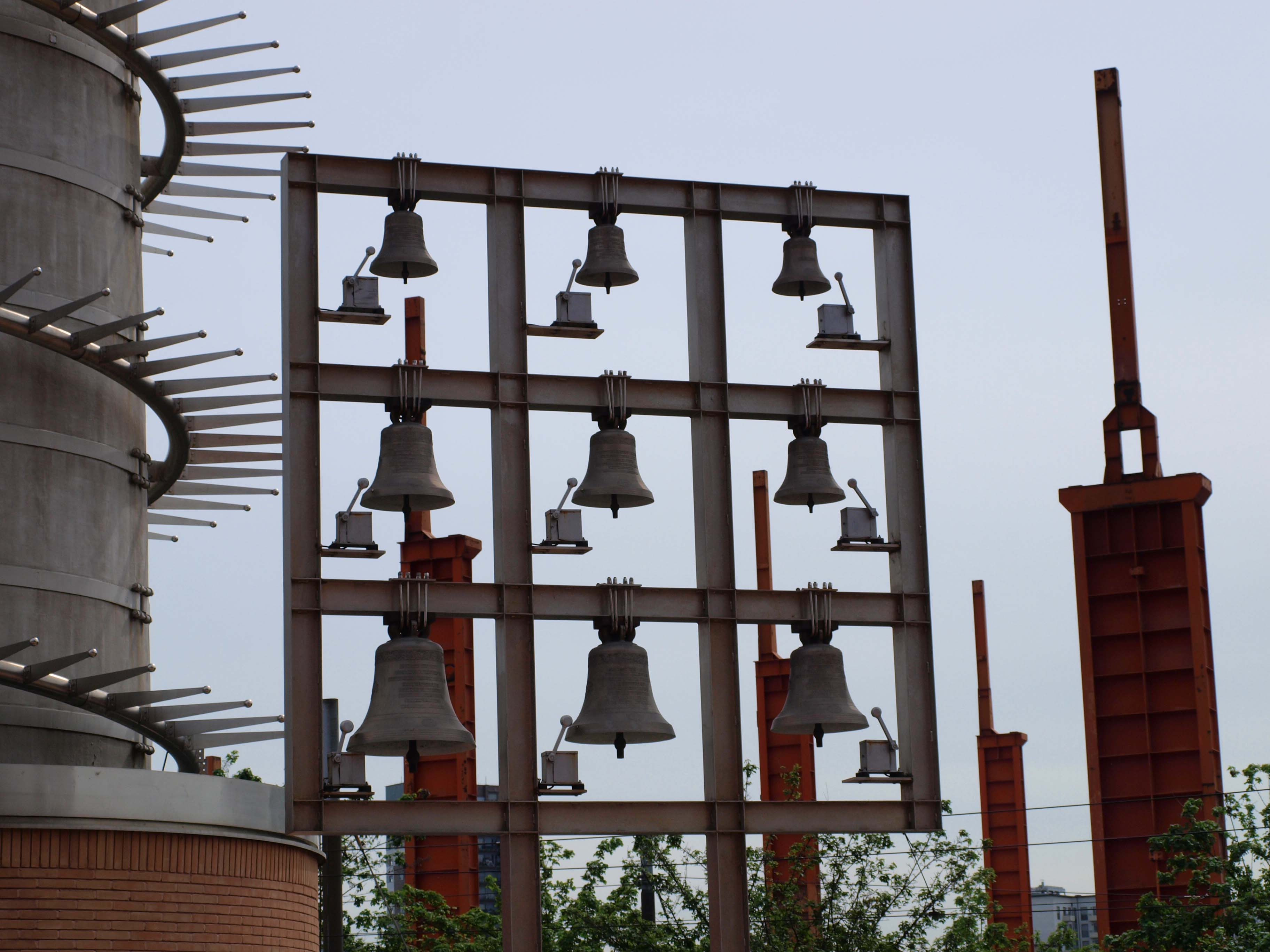
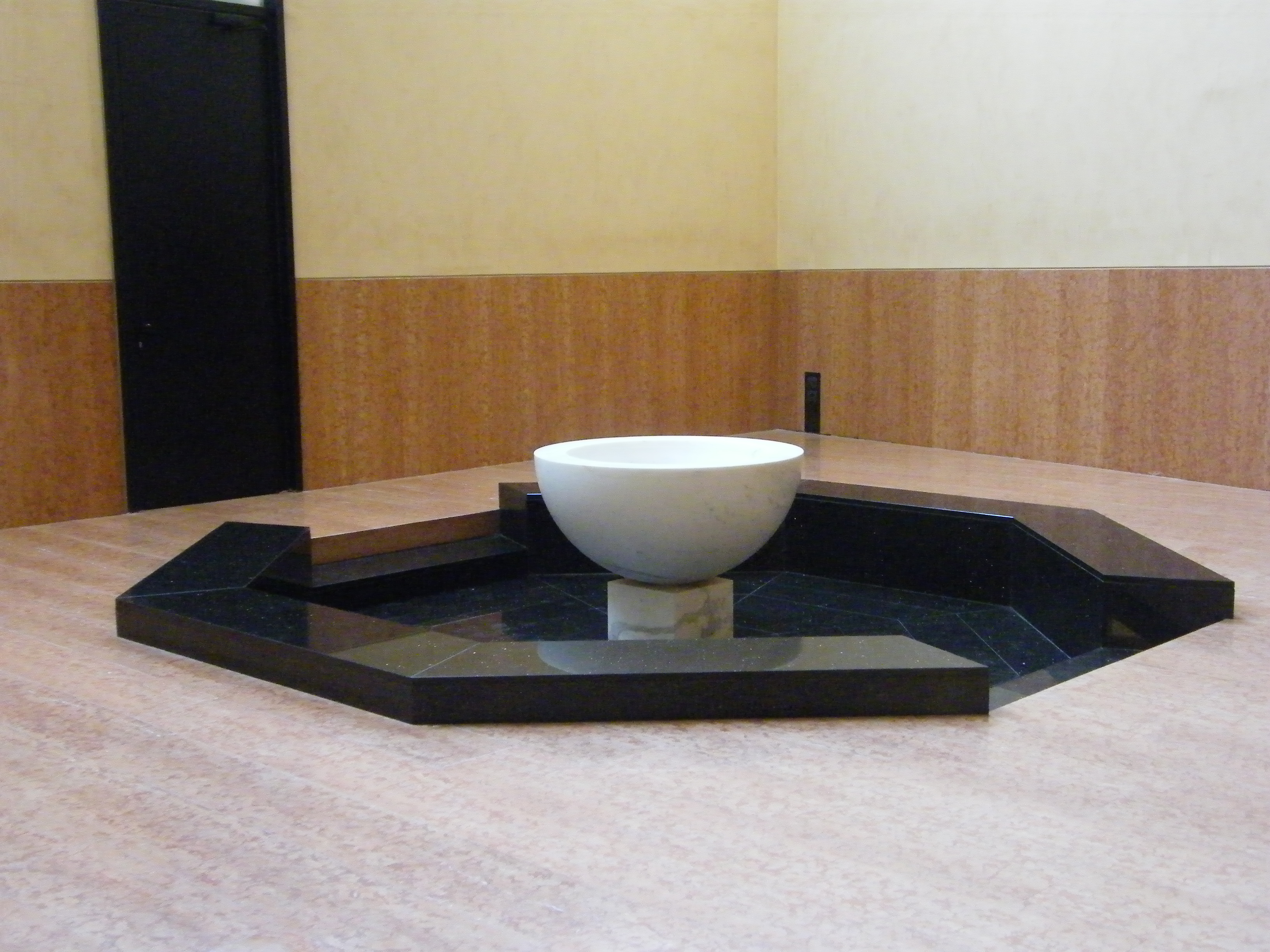

## Note
- (it) Cet article est partiellement ou en totalité issu de l’article de Wikipédia en italien intitulé « Chiesa del Santo Volto (Torino) » (voir la liste des auteurs).